# Ombre sulla Cina - China Cry
Ombre sulla Cina - China Cry (China Cry) è un film del 1990 scritto e diretto da James F. Collier, tratto da una storia vera e incentrato sul tema delle persecuzioni contro i cristiani nella Cina di Mao Tse-tung.

## Trama
L'infanzia vissuta nell'agiatezza della piccola Sung Neng-yee viene bruscamente interrotta dall'occupazione giapponese di Shangai e dai conseguenti bombardamenti: la famiglia è così costretta – per avere salva la vita – ad abbandonare la propria abitazione e gli oggetti di valore presenti al suo interno. Negli anni successivi Mao Tse-tung prende il potere, e Neng-yee aderisce convintamente al comunismo; all'università supera brillantemente gli studi, diventando la terza del proprio corso e ottenendo ben presto un incarico di insegnante in una scuola per militari. Improvvisamente, la vita della ragazza viene sconvolta da due eventi: in primis, la condanna fatta a suo padre, medico, per appropriazione illecita e le vessazioni che l'uomo aveva dovuto sopportare al lavoro; in secundis – fatto che poi la condizionerà anche negli anni successivi – l'accusa di essere vicina alla religione cristiana, per la quale avevano testimoniato anche due ex-compagne di corso: Ling-mei e Chung-shing. Ne consegue un lungo e sfibrante interrogatorio, fatto di torture principalmente psicologiche e portato avanti dal colonnello Cheng, che prende in antipatia la ragazza.
Nel frattempo, Neng-yee si era sposata con Lam Cheng-shen, un giovane introverso e con una situazione familiare complessa: gli interrogatori rapidamente cominciano a interessare anche lui. Sebbene Neng-yee non fosse cristiana, la particolare e dolorosa situazione la porta a ripensare a molti anni prima, quando – per decisione dei genitori, e principale motivo dei sospetti del regime – aveva ricevuto la propria educazione all'interno di istituti religiosi e aveva realmente tentato di avvicinarsi a Dio. Rimasta incinta e divenuta puerpera, Neng-yee ha modo di soddisfare le necessità del proprio bambino grazie all'aiuto di una bigliettaia che la presenta a una comunità cristiana clandestina; i membri del gruppo – che si riuniva nei giorni del mercato, per destare meno attenzione – cercano così di fare fronte ai bisogni della donna. Il gruppo della "chiesa del mercato" viene tuttavia barbaramente smantellato da un'irruzione della polizia: accusato di tradimento, il sacerdote viene pestato a sangue, ma Neng-yee e la bigliettaia riescono a fuggire incolumi.
Le indagini relative al coinvolgimento di Neng-yee e Cheng-shen con la religione cristiana – pur condotte in maniera completamente coercitiva – danno comunque esito positivo. In seguito a un evento prodigioso, Neng-yee riesce però a evitare la fucilazione; suo marito Cheng-shen viene invece condannato a un campo di lavoro forzato (laogai) in una cava di pietra, ma sfruttando il pretesto del bambino che era appena nato loro e del fatto che suo padre si era gravemente ammalato, gli viene concesso il visto per Hong Kong: la ragazza lo esorta a non tornare e ad aspettarla. Neng-yee è così costretta a compiere i lavori forzati al posto del marito, pur essendo rimasta nuovamente incinta; oltre a ciò, la giovane deve anche affrontare la tragica morte del padre, il quale era stato usato come cavia per la sperimentazione di alcuni farmaci (come lei stessa lo definirà, un «omicidio di Stato» senza prove). Dopo il parto, Neng-yee è decisa a utilizzare i cinquantasei giorni del proprio permesso di maternità – periodo che veniva concesso a tutte le puerpere, nel quale venivano sospesi anche gli eventuali lavori forzati – per tentare di espatriare.
Sebbene il regime cerchi in ogni modo di impedire il rilascio del permesso e l'autenticazione del visto, è infine costretto a cedere dopo che Neng-yee – con una cospicua spesa – aveva spedito vari telegrammi di denuncia per i maltrattamenti subiti ai membri più influenti del partito (tra cui il capo della polizia e lo stesso Mao), mettendo sotto una cattiva luce coloro che gestivano il campo di detenzione in cui si trovava. In un ultimo colloquio con il colonnello Cheng, i due hanno nuovamente modo di rimarcare le proprie differenze nel pensiero e nella concezione della religione: quest'ultimo rimane tuttavia leggermente turbato dalle sue parole e sapendo che (come del resto era a tutti logico) non sarebbe più tornata in Cina, le fa cordialmente i propri auguri. Arrivata a Hong Kong, Neng-yee ha modo di ricongiungersi con il marito, che le era rimasto fedele; sua madre li avrebbe raggiunti qualche anno dopo, portando dunque a compimento una promessa che Neng-yee riteneva aver ricevuto dal Signore e che fin da subito aveva condiviso con la famiglia: quella che sarebbero riusciti ad abbandonare la Cina e a proseguire serenamente la propria esistenza.

## Distribuzione
Negli Stati Uniti la pellicola ha goduto di una distribuzione cinematografica a partire dal 2 novembre 1990; in Italia l'opera è stata trasmessa in prima visione assoluta su Rai 2 alle ore 15:30 di mercoledì 9 giugno 1993, e successivamente pubblicata in DVD nel 2004 dalla 01 Distribution, nella collana First Price. Il tema musicale del film, No One But You, è stato cantato da Irene Cara.

### Edizione italiana
L'edizione italiana di Ombre sulla Cina - China Cry è stata curata dalla C.D.L. - Compagnia Doppiatori Liberi; la direzione del doppiaggio è di Rodolfo Bianchi.